# Čabiny
Čabiny, russinisch Чабини/Tschabyny (bis 1927 slowakisch „Čabine“; ungarisch Csebény)  ist eine Gemeinde im Nordosten der Slowakei mit 280 Einwohnern (Stand 31. Dezember 2024), die zum Okres Medzilaborce, einem Kreis des Prešovský kraj gehört und in der traditionellen Landschaft Zemplín liegt.

## Geographie
Die Gemeinde befindet sich in den Niederen Beskiden im Bergland Laborecká vrchovina, im Tal des Laborec bei der Mündung des linksseitigen Baches Olšava. Das Ortszentrum liegt auf einer Höhe von 256 m n.m. und ist 12 Kilometer von Medzilaborce entfernt (Straßenentfernung).
Nachbargemeinden sind Krásny Brod im Norden, Čabalovce im Nordosten, Valentovce und Zbudská Belá im Osten, Volica im Südosten und Süden, Radvaň nad Laborcom im Süden, Oľka (Ortsteile Krivá Oľka und Nižná Oľka) im Südwesten und Westen und Repejov im Nordwesten.

## Geschichte

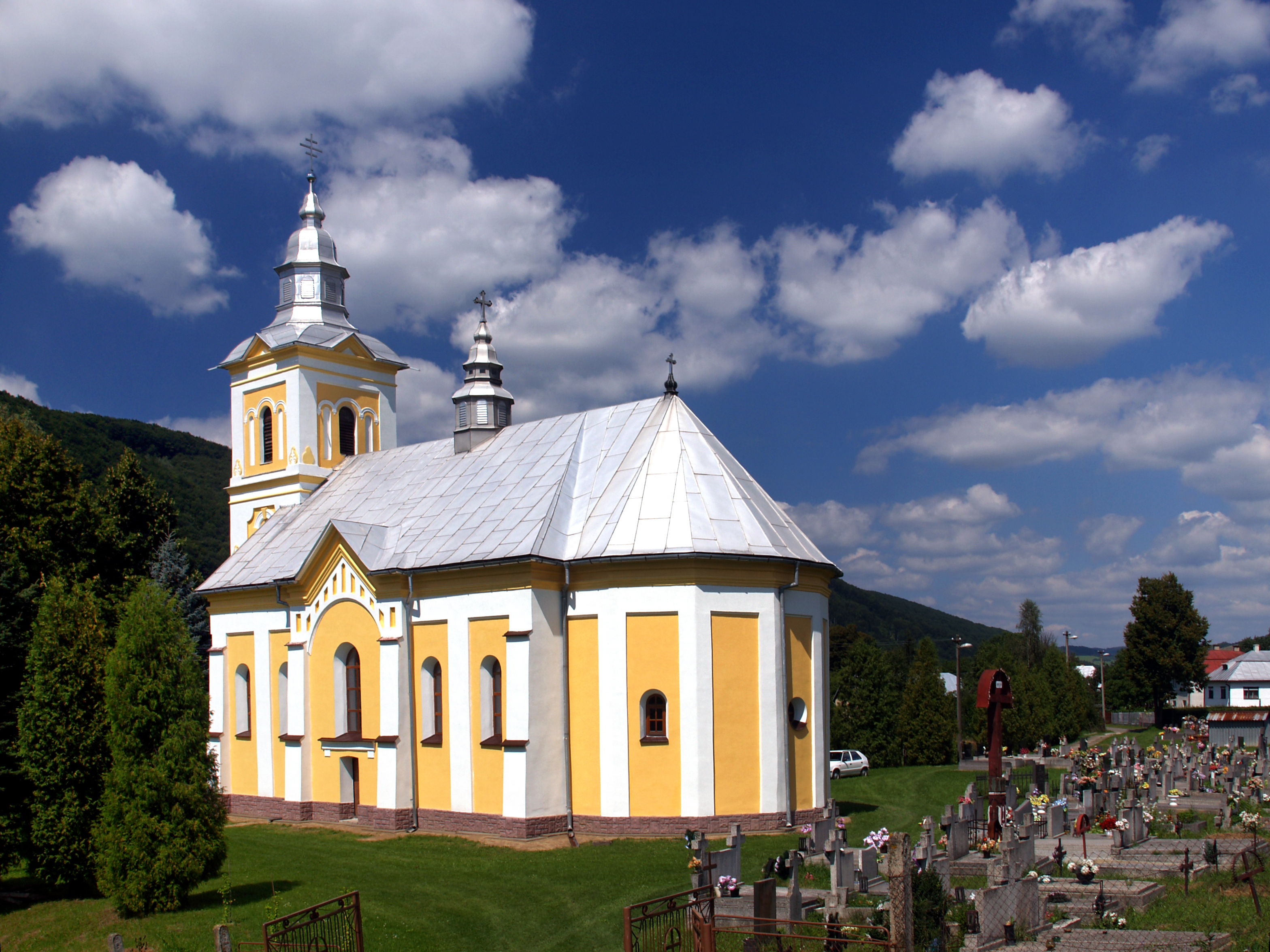
Griechisch-katholische Kirche im Ort

Die heutige Gemeinde entstand 1964 durch Zusammenschluss von Nižné Čabiny (bis 1927 „Nižné Čabine“; ungarisch Alsócsebény – bis 1907 Alsócsebinye) und Vyšné Čabiny (bis 1927 „Vyšné Čabine“; ungarisch Felsőcsebény – bis 1907 Felsőcsebinye), das auch den nach 1913 eingemeindeten Ort Hŕbkovské Čabiny (ungarisch Hegyescsaba – bis 1907 Horbokcsebinye) beinhaltet. Diese wurden zur einzigen Katastralgemeinde Čabiny verschmolzen.
Nižné Čabiny wurde zum ersten Mal 1478 als Also Chebinye schriftlich erwähnt und gehörte zu einem Teil der Herrschaft von Humenné, zum anderen dem Herrschaftsgut der Familie Izbugyay. Ab 1658 gehörten die Ortsgüter unter anderen der Familie Barkóczy sowie Andrássy im 20. Jahrhundert. 1715 gab es eine Mühle und 16 Haushalte. 1787 hatte die Ortschaft 56 Häuser und 428 Einwohner und hatte große Wald- und Weideflächen. Während der Winterschlacht in den Karpaten 1914/15 wurde der Ort bei einer russischen Offensive zerstört. Ein Militärfriedhof aus dem Ersten Weltkrieg steht heute im Ort.
Vyšné Čabiny wurde im selben Jahr wie Nižné Čabiny als Chebinye erwähnt und war vollständig Teil der Herrschaft von Humenné. Ab 1658 stammten die Gutsherren aus den Familien bzw. Geschlechtern Barkóczy, Andrássy, Szirmay sowie Radziwiłł im 20. Jahrhundert. 1557 wurden 9,5 Porta verzeichnet, 1715 gab es eine Mühle und 15 Haushalte.  1787 hatte die Ortschaft 80 Häuser und 587 Einwohner, 1828 zählte man zusammen mit Nižné Čabiny 124 Häuser und 1066 Einwohner. Nach 1850 wanderten viele Einwohner aus.
Bis 1918 gehörten die im Komitat Semplin liegenden Orte zum Königreich Ungarn und kamen danach zur Tschechoslowakei beziehungsweise heute Slowakei. In der Zeit der ersten tschechoslowakischen Republik waren die Einwohner vorwiegend als Landwirte beschäftigt, in Nižné Čabiny arbeitete eine Wassersäge sowie ein Puchwerk zur Herstellung von Pflanzenöl. Während des Slowakischen Nationalaufstandes gab es starke Partisanenaktivität in der unmittelbaren Umgebung. Nach dem Zweiten Weltkrieg pendelte ein Teil der Einwohner zur Arbeit nach Strážske, Humenné und Medzilaborce.

## Bevölkerung
| Jahr                | 1994 | 2004    | 2014    | 2024     |
| ------------------- | ---- | ------- | ------- | -------- |
| Anzahl der Personen | 393  | 409     | 374     | 280      |
| Unterschied         |      | +4,07 % | −8,55 % | −25,13 % |

| Jahr                | 2023 | 2024    |
| ------------------- | ---- | ------- |
| Anzahl der Personen | 292  | 280     |
| Unterschied         |      | −4,10 % |

Nach der Volkszählung 2011 wohnten in Čabiny 391 Einwohner, davon 219 Russinen, 121 Slowaken, 13 Ukrainer, vier Tschechen und drei Russen. 31 Einwohner machten keine Angabe zur Ethnie.
199 Einwohner bekannten sich zur griechisch-katholischen Kirche, 124 Einwohner zur orthodoxen Kirche, 23 Einwohner zur römisch-katholischen Kirche sowie jeweils ein Einwohner zur Evangelischen Kirche A. B. und zur evangelisch-methodistischen Kirche. 13 Einwohner waren konfessionslos und bei 30 Einwohnern wurde die Konfession nicht ermittelt.

## Bauwerke und Denkmäler

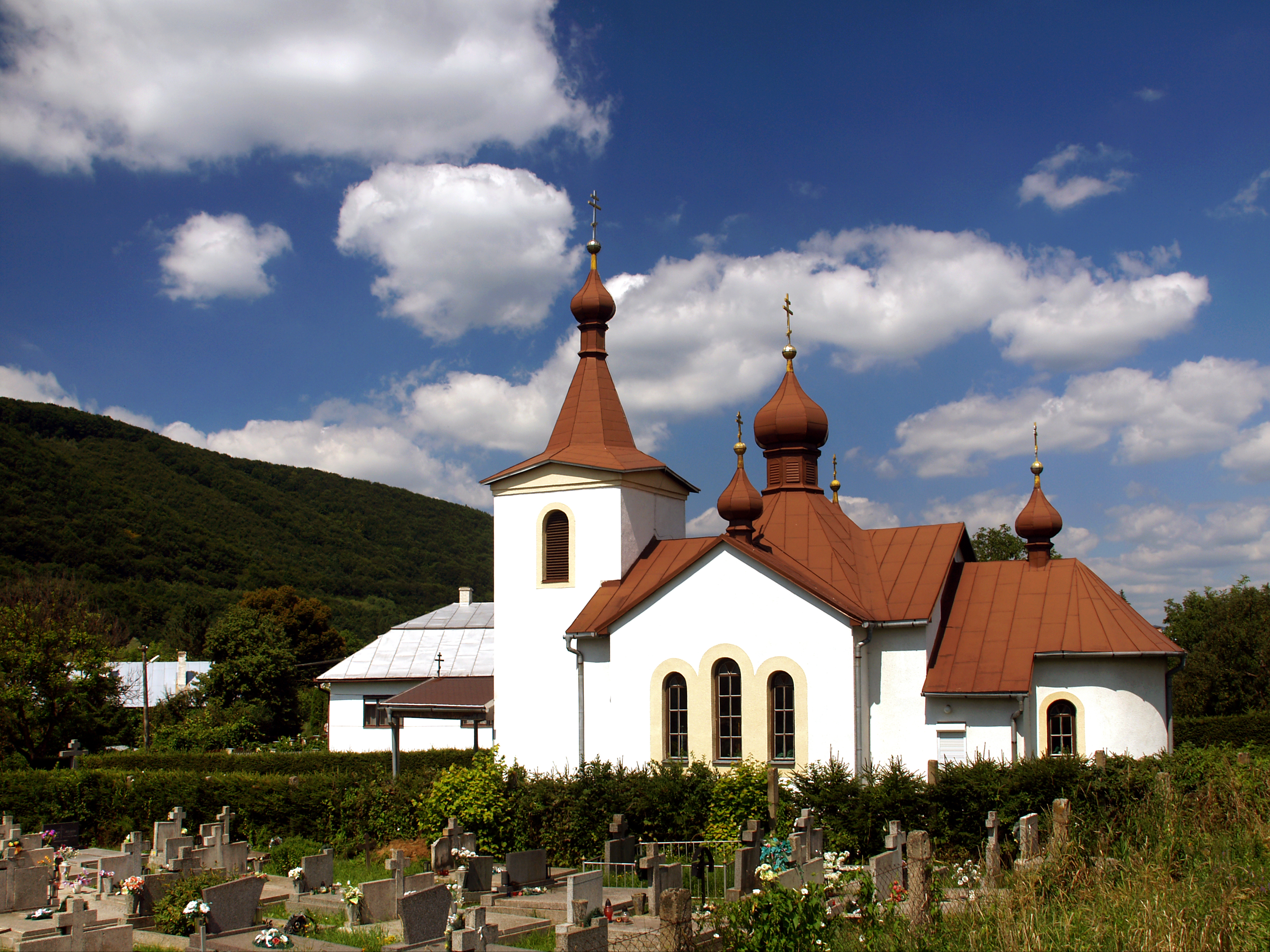
Orthodoxe Kirche

- griechisch-katholische Kirche Geburt der allheiligen Gottesgebärerin im historisierenden Stil aus dem Jahr 1892[6]
- orthodoxe Kirche

## Verkehr
Durch Čabiny führt die Cesta II. triedy 559 („Straße 2. Ordnung“) von Humenné heraus und weiter nach Medzilaborce und Čertižné sowie die abzweigende Cesta III. triedy 3865 nach Sukov und Roškovce. Die Gemeinde hat Bahnanschluss durch die Haltestellen Nižné Čabiny und Vyšné Čabiny an der Bahnstrecke Michaľany–Łupków.

## Söhne und Töchter der Gemeinde
- Anatolij Kralickij, russinischer Schriftsteller und basilianischer Mönch